# Шахак, Исраэль
Исраэль Шахак (28 апреля 1933 — 2 июля 2001) — израильский публицист и педагог. Известен критикой иудаизма и радикальной оппозицией к государственной политике Израиля в отношении неевреев (национальных меньшинств), в частности на занятых (оккупированных) Израилем в 1967 году территориях. Автор ряда книг на эту тему. Преподавал органическую химию в Еврейском университете Иерусалима.
Его критики называют Шахака антисемитом и «евреем-самоненавистником».

## Биография
Родился в Варшаве (Польша) в состоятельной еврейской семье, в которой придерживались сионистских взглядов. После оккупации Польши Германией семья была перемещена в Варшавское гетто. Некоторое время Исраэля за плату укрывала польская католическая семья, но когда мать Шахака не смогла более платить, ребёнок был возвращён в гетто. Брату Шахака удалось бежать и поступить на службу в ВВС Великобритании, позже его самолёт был сбит и он погиб.
В 1943 году семья была депортирована в концлагерь Понятово, где отец умирает. Шахаку вместе с матерью удалось бежать и пробраться в Варшаву. В том же году их вновь арестовали и направили в концентрационный лагерь Берген-Бельзен. В 1945, году после освобождения лагеря британскими войсками, Шахак с семьёй эмигрирует в подмандатную Палестину. Здесь Шахак пытался вступить в кибуц, но его не приняли на том основании, что он «слишком худосочный».
В дальнейшем Шахак служил в элитном подразделении израильской армии. Был помощником Эрнста Бергмана, главы израильской Комиссии по атомной энергии. Получил третью степень по химии в Еврейском университете, в дальнейшем обучался в США. Занимался поисками средств для борьбы с раковыми заболеваниями. С 1970 по 1990 год читал лекции в Еврейском университете Иерусалима.

## Взгляды
Согласно газете «Гардиан», в 1967 году после оккупации Израилем сектора Газы и Западного Берега в 1967 году, Шахак, служивший в то время в армии, увидев жёсткое обращение израильтян с палестинцами, осознал, что Израиль не является демократическим государством. После этого он начинает сотрудничать с малотиражными израильскими газетами левых взглядов, в которых высказывает свою точку зрения. В дальнейшем, видя, что это не особенно эффективно, Шахак начинает сотрудничать с журналистами, исследователями и правозащитниками за рубежом, пересылая им переводы статей из израильской прессы под такими названиями, как «Пытки в Израиле», «Коллективное наказание на Западном берегу» или новость об израильском фермере, который натравил своих собак на группу палестинских детей. Это делалось с целью исправить одностороннее, по мнению Шахака, освещение событий в Израиле западной прессой. Долгие годы Шахак занимал пост председателя «Израильской лиги за права человека». Некоторыми израильскими газетами группа описывалась как придерживающаяся левой ориентации. Посты заместителей Шахака в этой группе занимали Ури Девис и Фелиция Лангер.

### Инцидент с вызовом скорой помощи в субботу
Сам Шахак пишет, что начал свою политическую деятельность в 1965-66 гг. после увиденного им в Иерусалиме случая, когда религиозный еврей отказался в субботу предоставить свой телефон для того, чтобы вызвать скорую помощь нееврею, потерявшему сознание рядом с его домом. Шахак обратился к раввинам за разъяснениями, и те ответили ему, что религиозный еврей поступил в полном соответствии с религиозными предписаниями. Шахак передал эти сведения в газету «Га-Арец». Последовавшая публикация вызвала скандал в Израиле, но (по заявлениям самого Шахака) не повлияла на мнение раввинов.
Однако по утверждению британского раввина Джакобовица, раввинат постановил, что спасение жизни нееврея в субботу является священной обязанностью евреев. Раввин приводит многочисленные галахические постановления, многие из которых изданы сотни лет назад, прямо противоречащие утверждениям Шахака о запрете на нарушение субботы ради спасения жизни нееврея. Джакобовиц также утверждает, что Шахак не смог указать того еврея, который, по его рассказу, отказался вызвать скорую помощь. Сам Шахак в одной из своих книг приводит цитаты из Талмуда и средневековых еврейских книг, о том, что запрещается оказывать помощь неевреям, находящимся в смертельной опасности, как в субботу, так и в будний день.

### Мнение о связи политики Израиля и положений иудаизма
Шахак утверждал, что причина негуманного отношения Израиля к палестинцам и прочим неевреям кроется в том числе и в характере иудейской религии и её священных книг. Эти книги, а также высказывания многих почитаемых в иудаизме авторитетов, например Рамбама, по утверждению Шахака, содержат крайне расистские и враждебные высказывания по отношению к неевреям. При этом Шахак полагает, что, общаясь с неевреями, религиозные евреи и раввины намеренно пытаются скрыть или извратить истинное отношение еврейской религии к неевреям, чтобы не навлечь на себя ненависть. Среди раввинов, а также многих еврейских публицистов, по мнению Шахака, распространена «патриотическая ложь»: все факты, нелицеприятные для еврейской религии, истории или политики Израиля, в частности, нарушение прав палестинского населения, намеренно замалчиваются или искажаются из «патриотических соображений».
По мнению Шахака, под евреями в Западном мире в настоящее время одновременно понимают две абсолютно разные группы людей, «к величайшему смущению некоторых благонамеренных людей, особенно в англоговорящих странах, которые считают, что их знакомый еврей „представляет“ евреев „вообще“». В то же время, по утверждению Шахака, такие часто встречающиеся у светских евреев качества, как юмор, стремление к знаниям и свободомыслие, не имеют ничего общего с традиционным иудаизмом, в котором проявление таких качеств преследовалось и продолжает преследоваться. По существу, пишет Шахак, слово «еврей» и его значения описывают две различные и даже противоположные общественные группы, и в результате политики, проводимой Израилем, связь между ними быстро утрачивается. С одной стороны, это традиционная тоталитарная община, с другой стороны — это урождённые евреи, принявшие идеи «открытого общества».
Шахак считает, что Израиль, как «еврейское государство», опасен как для окружающих стран, так и для самих евреев и других народов. Эта опасность кроется в идеологически мотивированном стремлении к территориальному расширению с целью занятия «земли Израильской» и неизбежным в результате этого войнам. При этом, по мнению Шахака, в понятие «земля Израильская» по многим определениям включают территорию от Нила до Ирака и середины Турции, включая Кипр. К мнению о существовании такой опасности со стороны Израиля Шахак пришёл, услышав радиообращение Бен-Гуриона в ходе вторжения израильской армии в Египет во время Суэцкого кризиса. Тогда Бен-Гурион, как утверждал в своих книгах и интервью Шахак, заявил, что настоящая причина войны — «восстановление царства Давида и Соломона» в его библейских границах.

### Мнение о средневековой еврейской истории
По мнению Шахака иудейские общины в средневековой Европе представляли собой закрытые тоталитарные системы, где религия насаждалась силой правящей верхушкой, а любое свободомыслие и стремление к знаниям подавлялось. Зачастую евреи принуждались к исполнению религиозных предписаний нееврейскими светскими властями, состоящими в союзе с религиозными главами еврейских общин. Например власти Испании или Австрии совершали полицейский надзор за соблюдением евреями субботы и брали крупный штраф с провинившихся. Развал закрытых тоталитарных иудейских общин происходил в Западной Европе в XVIII — XIX веках. Причём их разрушение происходит извне, после того, как в результате принятия рядом стран либеральных законов, религиозные еврейские власти теряют права надзора и насильственного принуждения к религиозным обязанностям еврейского населения. Таким образом, либерализм в западном понимании не является еврейской ценностью, ибо привнесён евреям извне. По мнению Шахака, в Израиле делается попытка возродить традиционную еврейскую общину средневекового типа.
По мнению Шахака, современная литература вводит в заблуждение относительно положения еврейского населения в Европе в Средние века. Еврейское население описывается, как живущее в бедности и подвергающееся дискриминации. В то же время большинство евреев жило в городах и было грамотно, и было гораздо в лучшем положении и пользовалось большей свободой, чем основная масса населения — крепостное крестьянство. При этом роль евреев состояла в том, чтобы «посредничать в угнетении крестьян в пользу дворян и короны». Положение евреев было лучше всего при власти, которая была особенно отчуждена от народов, которыми она правила, например, при норманах после завоевания ими Англии или в Османской империи при власти янычар, когда турки были фактически отстранены от управления империей. По мнению Шахака, изгнание евреев происходило по мере роста национального сознания и ограничения власти короля в тех или иных странах. При этом народные антиеврейские выступления рассматриваются Шахаком как восстание против агентов эксплуатирующей феодальной верхушки; кроме того, причиной восстаний и ненависти являлось и шовинистическое отношение евреев к нееврейскому угнетённому крестьянству, которое было продиктовано еврейской религией.

## Отношение в Израиле
По данным газеты Индепендент, Шахак подвергался оскорблениям в Израиле за свои взгляды — например в него плевали на улицах, а также он получал постоянные угрозы физической расправы. При этом до выхода на пенсию в 1990 году Шахак оставался популярным профессором химии Еврейского университета и на постоянной основе публиковал свою публицистику в газете Гаарец.

## Отзывы о работах Шахака

### Положительные отзывы
Американский писатель Гор Видал написал предисловие к книге Шахака «Еврейская история, еврейская религия: Тяжесть трёх тысяч лет». Он охарактеризовал Шахака как «наиболее позднего, если не самого последнего, великого пророка». Ноам Хомский охарактеризовал Шахака как «выдающегося учёного, с поразительной проницательностью и глубиной знаний».
Согласно мнению британского журналиста Майкла Адамса, колумниста газеты «Индепендент», автора некролога в этой газете, написанного в 2001 году, Шахак был:

Ведущий исследователь, писатель и в течение всей своей жизни боролся за права человека. В его характере было что-то от ветхозаветных пророков. Было время, когда невежественные фанатики как в Британии, так и в Израиле поносили его. Но постепенно он завоевал уважение всех, кроме наиболее зашоренных националистов.
Оригинальный текст (англ.)A leading academic, a writer and a lifelong campaigner in the cause of human rights, he had something of the character of an Old Testament prophet. Once denounced by ignorant fanatics – in Britain as well as in Israel – he eventually won the respect of all but the most blinkered nationalists.

В нашумевшем Письме 5000 в Генпрокуратуру России, расценённом в Израиле, рядом СМИ и МИД России, как антисемитское, говорится:

Мы очень ценим тот факт, что в неприятии этого иудейского человеконенавистничества с нами вполне единомысленны наиболее честные представители еврейского народа, такие граждане Израиля, как Исраэль Шахак из Иерусалимского университета и Исраэль Шамир, осуждающие мораль «Шулхан аруха» и в талмудической теории, и в государственной практике еврейских властей по отношению к палестинцам.

Дэвид Дюк, американский политик, бывший организатор и «Великий Магистр» отделения Ку-клукс-клана в Луизиане, обвиняемый также в антисемитизме, посвятил Шахаку свою книгу «Еврейский вопрос глазами американца».
Согласно данным, приведённым рядом источников, его работы широко используются неонацистами, антисемитами, исламистами и отрицателями Холокоста
.

### Критика

#### Арье Барац: «Исраэль Шахак и его „Тяжесть трёх тысячелетий“»
Согласно Арье Барацу, книга Шахака «Еврейская история, еврейская религия: Тяжесть трёх тысяч лет» представляет собой компиляцию тенденциозно подобранных цитат из талмудической литературы в обрамлении одиозных высказываний никому не известных маргинальных раввинов:

… обоснование спасения нееврея в субботу — единственное приведённое в этой книге обвинение против еврейской традиции, которое можно серьёзно рассматривать. Всё остальное — плод больного мнительного воображения. В «Тяжести трёх тысяч лет» имеются также и другие главы: «Преступления на сексуальной почве», «Деньги и собственность», «Неевреи в земле Израиля» и пр. Каждый «довод» и «свидетельство», приводимые в этих главах — это либо утративший силу закон, либо мелкое передёргивание и полуправда, либо просто выдумка, иногда, впрочем, вызванная непониманием вопроса, или пониманием крайне поверхностным. Глава «Отношение к христианству и исламу» содержит, впрочем, также и правдивые сведения, но, к сожалению, автор умалчивает, что речь идёт о защитной реакции евреев, на протяжении веков демонизировавшихся и преследовавшихся церковью.

По словам Бараца, Шахак в своей книге игнорирует десятки средневековых еврейских авторитетов, начиная с рабби Иехиэля Парижского, которые многократно подчёркивали, что дискриминационные положения Талмуда относятся только к идолослужителям древности, в то время как христианство с точки зрения иудаизма не является идолослужением, и мнение Рамбама в этом вопросе — не правило, а исключение.
В то же время, как указывает Барац, Шахак наоборот позволяет себе называть ведущих галахических авторитетов «малозначительными», если их позиция отличается от той, которую он определяет как доминирующую в иудаизме. В качестве примера Барац приводит раввина XVII века Моше Ривкеса, который, ссылаясь на более ранних авторов, утверждает, что запрета на помощь христианам и мусульманам не существует и что евреи, напротив, обязаны молиться за их безопасность. Шахак при этом называет самого Ривкеса малозначительным, а о его ссылках на других авторов и вовсе умалчивает.

Шахак, по утверждению Бараца, вырывает из контекста слова Хатам Софера: 
османские мусульмане и христиане - не только отъявленные идолопоклонники, которые определённо поклоняются "другим богам", но кроме того, совершенно подобны амалекитянам, поэтому талмудический закон, обязывающий "уничтожать семя Амалека", явно имеет отношение к ним
 Эти слова, как указывает Барац, являются утверждением, которое Хатам Софер в дальнейшем опровергает, доказывая, что еврейские акушерки обязаны помогать мусульманским и христианским роженицам даже в субботу. Однако Шахак в своей книге пишет, что разрешение оказывать помощь неевреям Хатам Софер обосновывает тем, что «у них [христиан и мусульман] есть их собственные врачи и повитухи, которых они могут позвать вместо евреев. Если евреи откажутся [лечить и помогать в родах], единственным результатом будет потеря заработка, что, разумеется, нежелательно».
Далее по этому же вопросу Барац указывает проигнорированные Шахаком комментарии крупнейшего галахического авторитета рава Менахема Меири (1249—1315), который писал, что обсуждаемые положения относятся исключительно к древним язычникам, но не к христианам. При рассмотрении закона, который запрещает помогать роженице-язычнице, Меири пишет:

в наше время не существует людей, подпадающих под этот закон. Мы уже выяснили, что здесь подразумеваются лишь язычники древних времён, упорные в служении идолам и не ограждённые истинными религиями (ло хаю гдорот бэдаркей адатот)… Из всех законов, приведённых в этом трактате, в силе остаётся лишь запрет на использования нееврейского вина (во избежание излишнего сближения, завершающегося свадьбами)

Барац ссылается на Иосифа Флавия, который указывал, что ещё во времена Второго иерусалимского Храма были виды помощи, которые следовало оказывать всем без исключения, включая инородцев: «следует предоставлять всем, кому это необходимо, огонь, воду, пищу, указывать дорогу, никого не оставлять без погребения… И о пленниках он проявил заботу, чтобы оградить их от поругания, в особенности женщин».

#### Другие критики
Вернер Кон и Иммануэль Джакобовиц (бывший главный раввин еврейских общин Британского Содружества) обвиняют Шахака в фабрикации инцидентов, «обвинении жертв», искажении значения еврейских нормативных текстов и в представлении в ложном свете иудаизма и его законов.
Подобной же критике подвергает Шахака Пол Богданор. По словам Богданора, «в идеологическом зеркальном зале Шахака, Израиль был одновременно капиталистическим Золотым Тельцом и социалистическим ГУЛАГом — в обоих случаях демоническим». Богданор также приводит примеры прямой клеветы со стороны Шахака, утверждающего, что в Израиле даже помидоры разделяются на выращенные на еврейских и нееврейских фермах.